# Gedryt
Gedryt – minerał z gromady krzemianów zaliczany do grupy amfiboli. Jest minerałem rzadkim.
Jego nazwa pochodzi od miejscowości Gèdres we Francji (występuje w dolinie Héas, znajdującej się niedaleko od Gèdres). Odkryty został w 1836 roku.

## Charakterystyka

### Właściwości
Zazwyczaj tworzy kryształy o pokroju długosłupkowym, igiełkowym. Występuje w skupieniach blaszkowych, włóknistych, promienistych.
Jest kruchy, przeświecający.

### Występowanie
Jest typowym minerałem skał metamorficznych zmienionych kontaktowo. Spotyka się go w intruzjach granitoidowych i żyłach rudnych.
Miejsca występowania:
- gedryt występuje głównie we Francji,
- także w Niemczech (Badenia-Wirtembergia), Szwecji (Värmland), Wielkiej Brytanii (Szkocja), Stanach Zjednoczonych (Arizona, Kolorado, Georgia, Maine, Massachusetts, Nevada, Karolina Północna, Vermont, Wirginia, Wisconsin), Algierii, Zachodniej Australii, Finlandii, we Włoszech i na Sri Lance,

- w Polsce został stwierdzony w skałach metamorficznych (niektórych łupkach) północnych Tatr.

### Zastosowanie
- interesuje naukowców,
- interesujący dla kolekcjonerów.